# Ukraińska Partia Pracy Narodowej
Ukraińska Partia Pracy Narodowej, (Ukrajinśka partija nacionalnoji roboty – UPNR) – ukraińska partia polityczna, powołana do życia w 1924 roku jako nacjonalistyczny odłam Ukraińskiej Partii Narodowo-Demokratycznej.
Była przeciwna porozumieniom tak z Polską, jak i z ZSRR. Jej twórcą i jednym z przywódców był Dmytro Doncow. Przewodniczącym partii był Samijło Pidhirśkyj, działaczami m.in. Dmytro Palijiw, Wołodymyr Kuźmowycz, Kornyło Trojan, Julijan Szeparowycz, Ostap Łucki.
Wydawała tygodnik Zahrawa oraz Nowyj Czas.
11 lipca 1925 r. wraz z Ukraińską Ludową Partią Pracy oraz Ukraińską Reprezentacją Parlamentarną (grupa posłów i senatorów) utworzyła Ukraińskie Zjednoczenie Narodowo-Demokratyczne.